# Blotiella bouxiniana
Blotiella bouxiniana là một loài dương xỉ trong họ Dennstaedtiaceae. Loài này được Pic.Serm. mô tả khoa học đầu tiên năm 1983.
Danh pháp khoa học của loài này chưa được làm sáng tỏ. 